# Chrysops auroguttatus
Chrysops auroguttatus är en tvåvingeart som beskrevs av Krober 1930. Chrysops auroguttatus ingår i släktet Chrysops och familjen bromsar. Inga underarter finns listade i Catalogue of Life.